# Блендер
Миксер преусмерава овде. За остала значења види Миксер
Блендер је кухињски и лабораторијски апарат који се користи за мешање, пасирање или мућење хране и других супстанци.
Домаћице их радо користе због њихове вишеструке намене, од припреме кашица за бебе до намаза, напитака (фрапеа и коктела), умака, дипова, крема и прелива. У њима се могу спремати различите намирнице, од свежег и замрзнутог воћа и поврћа до разних млечних производа. Модерни блендери тихо уситњавају, мешају и дробе различите супстанце (имају и малу сецкалицу). Баждарени су, а пошто се одвајају од кућишта, лако се одржавају и чисте.

## Структура блендера
Блендер може бити од стакла, пластике, нерђајућих челика или порцелана. Углавном је таквог облика да усмерава храну да циркулише између сечива, а не да је само врти укруг.
Блендер се ослања на базу која садржи мотор за окретање сечива и има контролну дугмад на спољној страни. Већина модерних блендера има неколико брзина. Блендери са малом снагом захтевају додавање течности да би се постигао прави ефекат. У том случају, течност помаже да храна дође у контакт са сечивима. Сечива стварају ефекат кружног мешања, при чему се храна креће од врха до дна долазећи у контакт са сечивом. Тако настаје хомогена смеса. Блендери велике снаге су способни за млевење житарица и дробљење леда без додавања течности.
Ручни блендер нема сопствену базу, али уместо тога глава за мешање са ротирајућим сечивима може бити спојена са базом. Блендери са базом су погодни за хомогенизоване супстанце које су превелике да стану у чинију класичног блендерера или за супе које су превише вруће да се безбедно сипају у чинију.

## Употреба
Блендери се користе у домаћинствима, али и у комерцијалним кухињама у разне сврхе:
1. мешање и ломљење леда у коктелима, као што је Пиња Колада и смрзнута Маргарита;
2. ломљење леда и других састојака за безалкохолна пића, као што је фрапе;
3. емулзија смеше;
4. прављење пиреа од глатких получврстих састојака, као што су кувано поврће и месо;
5. ситњење чврстих материја, као што су зачини, семена или орах;
6. мешање прахова, гранула, и/или течности темељно;
7. помаже да се чврста храна раствара у течности.

Блендери се користе и у прехрамбеној индустрији. Гушће смесе попут мајонеза и хумуса се праве у блендерима.
Блендери такође имају примену у микробиологији и науци о храни. Поред стандардних блендера за храну, постоји низ других блендера који се користе у лабораторијама.

## Механички рад
Блендер се састоји од кућишта, мотора, сечива и тегле. Вентилатор, који се покреће помоћу електромотора, налази се унутар кућишта заједно са пригушивачем вибрација. Обично постоји мала гума која може да се пере и која служи за причвршћивање излаза како би спречила течност да уђе у мотор. Већина блендера има више брзина које се покрећу помоћу универзалног електромотора са вишеструким намотима. Различите комбинације намотаја под напоном стварају другачије покрете из мотора и тако се мења брзина рада. Модерни блендери нису толико гласни као они из прошлости.

## Развој
Иако је данашњи блендер настао још 1922. године као апарат за мешање пића са сода водом, први прави миксери с постољем које садржи мотор и посуду појавили су се тек 1950. у Немачкој.

### Северна Америка
Стефен Ј. Поплавски, власник компаније Стивенс Електро, почео је пројектовање мешалице за пиће 1919. године под уговором са компанијом Арнолд Електро, а 1922. је патентирао мешалицу за пиће.
Године 1930. Л. Хамилтон, Честер Бич и Фред Осијус су произвели изум Поплавског у оквиру компаније Хамилтон Бич. Фред Осијус је побољшао апарат, направивши нову врсту блендера. Он се повезао са Фредом Варингом, популарним музичарем, који је финансирао и промовисао „чудотворни миксер“ из 1933. године. Међутим апарат је имао извесне проблеме које је требало решити јачим поклопцем и секачима, тако да је Фред Варинг редизајнирао уређај и 1937. произвео блендер под називом Варинг Блендор. Варинг је за свој производ дуго користио назив са правописном грешком — „блендор“.

### Европа
У Европи је Швајцарац Траугот Оертли развио блендер на основу техничке конструкције и дизајна Варинг Блендора, објавивши га 1943. по називом Турмик Стендмиксер. На основу блендера, Траугот је развио нову врсту уређаја под називом Турмик соковник, који је извлачио сок из воћа и поврћа.